# Vía romana de Petra

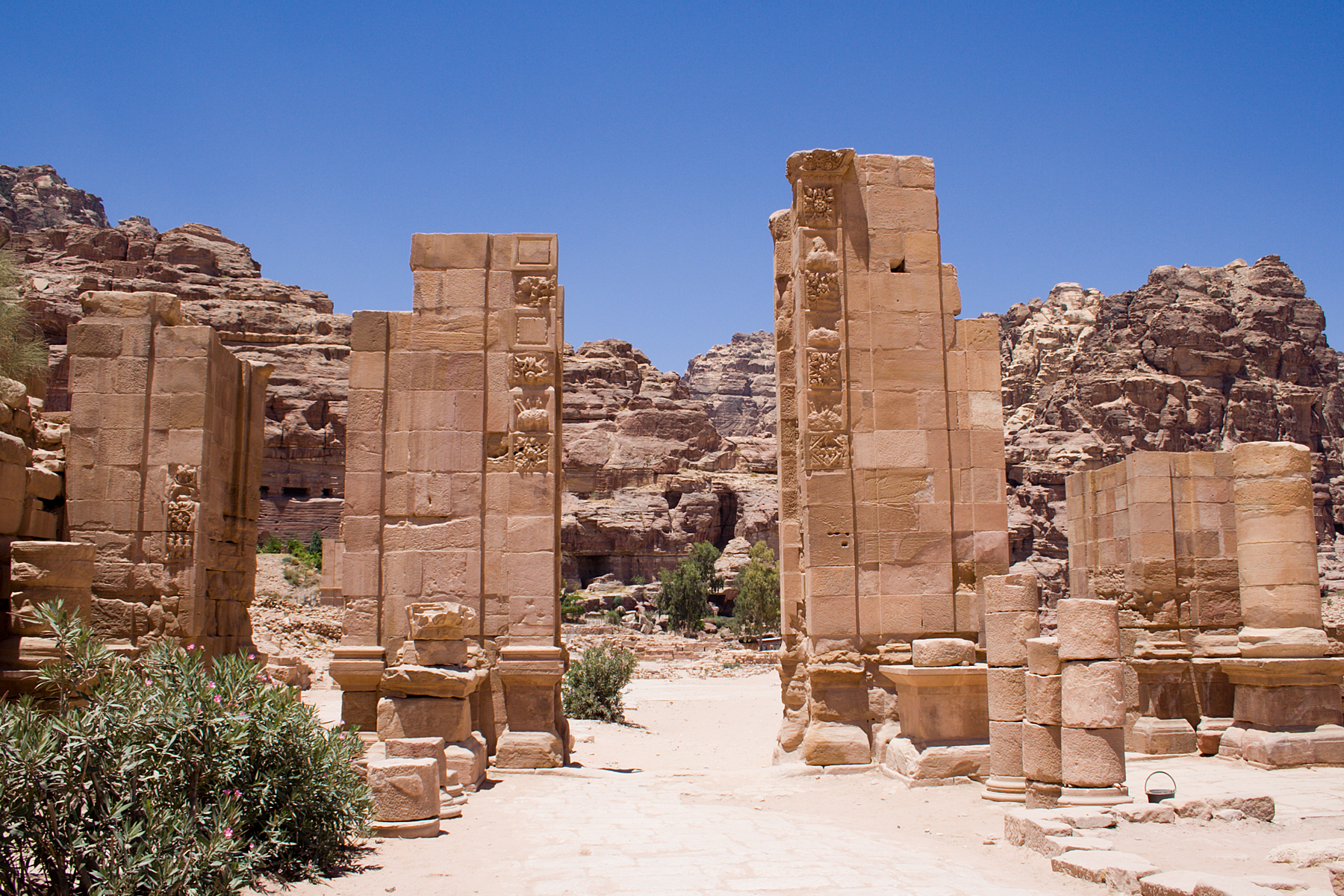
Las antiguas puertas romanas del camino de Petra.

La vía romana de Petra era una calzada romana y vía principal  de la ciudad antigua de Petra en Jordania construida por los romanos en el siglo I d. C. La vía está caracterizada por las grandes puertas que servían como entrada a la ciudad antigua.